# جوردن جيمس
جوردن جيمس (بالإنجليزية: Jordan James)‏ (25 نوفمبر 1982 سيراكيوز الولايات المتحدة - ) هو لاعب كرة قدم أمريكي يلعب كحارس مرمى.